# 水島新司マンガストリート

水島新司マンガストリートに設置された山田太郎の像

水島新司マンガストリート（みずしましんじマンガストリート）は新潟県新潟市古町通五番町アーケードの通称。

## 概要
新潟県新潟市古町通五番町アーケードには2002年末から以下の7体の漫画家・水島新司の漫画キャラクターの等身大銅像が設置されている。
- 山田太郎（漫画『ドカベン』）
- 岩鬼正美（漫画『ドカベン』）
- 殿馬一人（漫画『ドカベン』）
- 里中智（漫画『ドカベン』）
- 岩田鉄五郎（漫画『野球狂の詩』）
- 水原勇気（漫画『野球狂の歌』）
- 景浦安武（漫画『あぶさん』）

## 歴史
新潟県新潟市の古町通五番町商店街振興組合のアーケード改修に合わせて企画され、古町通五番町商店街振興組合理事長が新潟市立白新中学校の同窓生でもあった水島新司に直談判して快諾を得て実現した。新潟市によると、像の設置は中心市街地活性化策の一つに位置付けられ、事業費2100万円のうち国と新潟県が各700万円、新潟市が630万円を助成している。なお「水島先生のボランティア精神」から、水島新司側からキャラクターの使用料は請求されていない。
完成当初は岩鬼正美の銅像にある口から出ているトレードマークの「葉っぱ」が盗難される事件が相次いだため、現在は日中のみ葉っぱを取り付け、夜には外すようになっている。
山田太郎がバットを振る銅像の前にお尻を突き出し、あたかも「ケツバット」されたかのように写真を撮る様子がインターネット上にて流布し、これを容認できなかった水島とその事務所が2015年に銅像の撤去を要請する事態になったが、撤去の見直しを求める地元商店街などの要望もあり、2016年2月に撤去は見送られることになった。